# Daughtry
Daughtry – amerykański zespół wykonujący muzykę z gatunku post grunge, założony w McLeansville w stanie Karolina Północna przez Chrisa Daughtry’ego, finalistę piątej edycji amerykańskiego programu Idol w 2006 roku. Pozostali członkowie grupy zostali wyłonieni w drodze castingu. 
Debiutancki album Daughtry wydany 21 listopada 2006 osiągnął 1. miejsce na liście Billboard 200 w ciągu dwóch tygodni od premiery. Uplasował się również na szczycie notowania Top Rocks Albums, gdzie pozostawał przez 14 tygodni. W Stanach Zjednoczonych album uzyskał trzykrotną platynę za sprzedaż przekraczającą trzy miliony egzemplarzy. Najbardziej znany singiel z tego wydawnictwa, It’s Not Over, zajął 4. miejsce na liście Billboard Hot 100. W Polsce utwór dotarł do 9. miejsca zestawienia Rockowania kanału 4fun.tv, natomiast w Stanach Zjednoczonych pokrył się platyną. W 2007 roku zespół wydał singiel Crashed, który został wykorzystany w kampanii reklamowej serii Bionicle – Toa Mahri.
Drugi album zespołu, Leave This Town, ukazał się w lipcu 2009 roku. W Stanach Zjednoczonych sprzedał się w nakładzie 1,3 miliona egzemplarzy, zdobywając status platynowej płyty według Recording Industry Association of America (RIAA). Pierwszy singel No Surprise znalazł się na piątym miejscu listy Billboard Hot 100. 
Trzeci studyjny album, Break The Spell, został wydany w listopadzie 2011 roku. Zadebiutował na liście Billboard 200 i uzyskał status złotej płyty przyznany przez RIAA. Do tej pory zespół sprzedał ponad 6,7 miliona albumów w Stanach Zjednoczonych.

## Historia
Chris Daughtry zajął czwarte miejsce w piątym sezonie American Idol. Po odrzuceniu oferty zespołu Fuel, który zaproponował mu rolę głównego wokalisty, Daughtry ogłosił, że sam stworzy zespół muzyczny. 10 lipca 2006 podpisał kontrakt z wytwórniami 19 Entertainment i RCA Records, które miały kontrakty z innymi uczestnikami Idola, jak np. Kelly Clarkson i Kellie Pickler. 
Chris Daughtry jest wokalistą i autorem piosenek. Współpracował też z innymi tekściarzami jak np. z zespołów: Live – Ed Kowalczyk, Fuel – Carl Bell, 3 Doors Down – Brad Arnold, Matchbox Twenty – Rob Thomas, SR-71 – Mitch Allan, Shinedown – Brent Smith, Three Days Grace – Adam Gontier, Theory of a Deadman – Tyler Connolly, Lifehouse – Jason Wade, Nickelback – Chad Kroeger; oraz Erickiem Dill.
W wyniku castingu zorganizowanego przez Daughtry'ego i przedstawicieli wytwórni wyłoniono czterech muzyków Jeremegio Bradyego (gitarzysta, 2006–2007), Josha Steelya (gitara prowadząca, 2006 – obecnie), Josha Paula (gitara basowa, 2006–2012, grał również w zespole Suicidal Tendencies), i Joeygo Barnesa (2006–2010, perkusja, był głównym wokalistą Suicide Darlings). Dwóch członków zespołu pochodziło z Północnej Karoliny: Barnes, którego Chris Daughtry znał od jakiegoś czasu, i Brady, którego poznał na miesiąc przed przesłuchaniem. Steely i Paul pochodzili z Kalifornii. Zapadła decyzja, żeby nazwać zespół „Daughtry”, żeby zyskać rozpoznawalność po sukcesie Chrisa w American Idol. W jednym z wywiadów Chris powiedział: „Moglibyśmy wybrać jedną z niejasnych nazw, ale ta pochodzi z telewizyjnego show i jest już znana. Łatwiej było zacząć z moim nazwiskiem jako nazwą zespołu”.
Debiutancka płyta zespołu o tym samym tytule została wyprodukowana przez Howarda Bensona i została wydana nakładem wytwórni 19 Entertainment i RCA Records 21 listopada 2006 roku. Sam Chris Daughtry odegrał dużą rolę w produkcji, pisząc teksty piosenek oraz uczestnicząc w pisaniu wszystkich utworów, poza dwoma – „Feels Like Tonight” i „What About Now”. Poza tym sam napisał utwory „Home”, „Gone” i „Breakdown”. Innymi ważnymi osobami w procesie tworzenia tekstów byli Dr. Luke, Max Martin i Josh Freese. W trakcie powstawania albumu Chris Daughtry był jedynym oficjalnym członkiem zespołu, co prowadziło do błędnego myślenia, że zespół Daughtry odnosi się do solowej kariery Chrisa.
Album Daughtry odniósł niespodziewany sukces. Pierwszy singel „It’s Not Over” zadebiutował w radio 6 grudnia 2006 roku po tym, jak opóźniło się wydanie singla „September”. Utwór „It’s Not Over” osiągnął czwarte miejsce na liście Billboard Hot 100 i utrzymywał się w trójce najlepszych singli na trzech innych listach. Krótko potem Jeremy Brady ogłosił rozstanie z zespołem. Jego miejsce zajął Brian Craddock z Virginii. W wywiadzie Chris Daughtry i Brian Craddock przyznali, że znali się jeszcze za czasów występów Chrisa w grupie „Absent Element”.
Po sukcesie „It’s Not Over” kolejnym utworem z płyty był „Home”. Kawałek zadebiutował na 83. miejscu, ale w ciągu kilku tygodni został zaklasyfikowany jako numer pięć na liście Billboard Hot 100. Utwór też można było usłyszeć w szóstej edycji American Idol, piątej Australian Idol oraz drugiej Ídolos Brazil w momencie, gdy uczestnicy odpadali z programu. Trzeci singel z albumu, „What I Want”, zadebiutował w rozgłośniach radiowych 23 kwietnia 2007 roku. Wiodącym gitarzystą gościnnie w tym utworze był Slash. Utwór został odnotowany na szóstej pozycji na rockowych listach przebojów, został również dodany do gry Guitar Hero: On Tour dostępnej na Nintendo DS. Czwarty singel „Over You” pojawił się 24 lipca 2007 roku. Piosenka została wykonana na żywo w programie Good Morning America. „Crashed”, piąty singel, zadebiutował w radio 10 września 2007 i został użyty w reklamie „LEGO Bionicle”. Utwór był także wykorzystany w pokazach Pre-Race, takich jak NASCAR, NEXTEL Cup czy Chevy Rock and Roll 400. Szósty singel „Feels Like Tonight” wydano 8 stycznia 2008 roku, rok po wydaniu albumu. Klip do tego utworu pokazano również w styczniu, a piosenka została użyta w 2007 WWE Tribute to the Troops. Utwór „There and Back Again” był oficjalną ścieżką dźwiękową dla „WWE Backlash” w 2007 roku.
Po sukcesie singli z debiutanckiego albumu Daughtry zostali uhonorowani poczwórną platynową płytą 24 kwietnia 2008 roku. Dodatkowo zespół pojawił się w popularnym zbiorze utworów różnych wykonawców „Now That's What I Call Music!” z pięcioma utworami: „It’s Not Over”, „Home”, „Over You”, „Feels Like Tonight” i „What About Now”. Byli czterokrotnie nominowani do nagrody Grammy w 2008 roku w kategoriach: Best Pop Performance by a Duo or Group with Vocal, Best Rock Album, Best Rock Song i Best Rock Performance by a Duo or Group with Vocal. Według Billboard Daughtry byli dwudziestokrotnie na szczycie list światowych.
Rozszerzona wersja pierwszego albumu grupy Daughtry ukazała się 9 września. Oprócz oryginalnych utworów z płyty bonusowa wersja CD/DVD posiadała cztery dodatkowe utwory: akustyczne wersje „What About Now”, „It’s Not Over” i „Home” oraz cover zespołu Foreigner – „Feels Like the First Time”. Video zawierało wszystkie pięć teledysków, dwa rzadko pokazywane clipy live i materiał wideo zza kulis.
Skrócona wersja obszernego hitu „Home” została użyta na zakończenie angielskiego wydania „League Cup Final” w lutym 2008 roku, gdzie Tottenham Hotspur wygrał z Chelsea.

## Członkowie zespołu

### Aktualni członkowie
- Chris Daughtry(inne języki) (wokal, gitara akustyczna, 2006 – obecnie)
- Brian Craddock (gitara rytmiczna, 2007 – obecnie)
- Josh Steely (gitara prowadząca, 2006 – obecnie)
- Andy Waldeck (gitara basowa, 2012 – obecnie)
- Robin Diaz (perkusja, 2010 – obecnie)

### Byli członkowie
- Josh Paul(inne języki) (gitara basowa, wokal wspierający, 2006–2012)
- Jeremy Brady (gitara rytmiczna, wokal wspierający, 2006–2007)
- Joey Barnes (perkusja, keyboard, wokal wspierający, 2006–2010)

### Muzycy koncertowi
- Elvio Fernandes (keyboard, wokal wspierający, gitara rytmiczna, 2011 – obecnie)

## Dyskografia
Albumy studyjne:
- Daughtry(inne języki) (21 listopada 2006)
- Leave This Town(inne języki) (14 lipca 2009)
- Break The Spell(inne języki) (21 listopada 2011)
- Baptized (19 listopada 2013)
- Cage to Rattle (27 lipca 2018)

Albumy kompilacyjne:
- It’s Not Over... The Hits So Far (12 lutego 2016)

EP:
- Leave This Town: The B-Sides(inne języki) (5 maja 2011)